# 君ノ声
『君ノ声』（きみのこえ）は、森永ミクによる日本の漫画。LINEマンガ内の『ジーンLINE』（KADOKAWA）にて2020年6月30日から2024年1月2日まで連載された。

## あらすじ
時は大正。心の声が聴こえる敏腕社長、京極 一成はその力のせいでかなりひねくれた性格をしていた。さらなる躍進を求めて諏訪部家の令嬢、諏訪部 七名に結婚を申し込むが彼女は声を出せず心の声も聴こえなかった。そんなふたりがひょんなことから夫婦になってしまい、不器用で幸せな結婚生活が始まる。

## 登場人物
声の項はコミック第4巻の発売に合わせて公開された特別PVにおける声優。
京極 一成（きょうごく かずなり）
声 - 古川慎
他人の心の声が聞こえる、トラウマ持ちの元ゴロツキ成り上がり系社長。常にスマートに損得勘定をし、自分さえよければそれでいいとクールに考えているが、どうしても根が“いい人”なのでなんだ他人の世話を焼いてしまい、結局、クールでスマートには程遠い「ただのツンデレないい人」だと思われている。情にほだされやすい。寝相が悪い。人参嫌い。本作の主人公。
諏訪部 七名（すわべ なな）
声 - 厚地彩花
名家諏訪部家の妾の子であり、心の声を聞くことができない主人公の婚約者。しかし彼女は心の声が視える人。喋ることが許されなかったので口もきけなくなった。基本無表情だったので表情筋の9割が死んでおり、意識的に笑おうとすると顔からパキパキ音がする。一成に出会ってから、毎日顔が筋肉痛。自己犠牲は朝飯前と割と頑固な石頭娘。

## 書誌情報
- 森永ミク『君ノ声』KADOKAWA〈ジーンLINEコミックス〉、既刊5巻（2023年5月15日現在）
  1. 2020年11月13日発売[3][4]、ISBN 978-4-04-064969-6
  2. 2021年5月14日発売[5]、ISBN 978-4-04-680348-1
  3. 2021年11月15日発売[6]、ISBN 978-4-04-680804-2
  4. 2022年9月15日発売[7]、ISBN 978-4-04-681617-7
  5. 2023年5月15日発売[8]、ISBN 978-4-04-682152-2
  6. 2024年1月15日発売[9]、ISBN 978-4-04-683023-4